# ナンキンハゼ
ナンキンハゼ（南京櫨・南京黄櫨、学名: Triadica sebifera）は、トウダイグサ科ナンキンハゼ属の落葉高木である。以前はシラキ属に分類され、Sapium sebiferum の学名で呼ばれていた。中国原産で、秋は美しく紅葉し、街路樹や公園樹に利用されている。別名、トウハゼ。

## 名称
種小名の sebifera は「脂肪のある」の意。別名、トウハゼ、カンテラギ。中国名烏桕〔木偏に臼〕、烏臼、烏臼木。
和名ナンキンハゼは「中国のハゼノキ」の意で、中国原産から「南京」、ハゼは紅葉が埴輪の色に似ているので埴輪を作る工人である土師（はにし）が転訛したもので、ハゼノキ同様に種子から蝋の原料を採ったことに由来する。学名の種小名 sebifera は「脂のある」の意である。
中国名は、烏桕（烏臼）。

## 分布
原産地は中国・台湾。人の手によって植栽され、公園や庭、道沿いなどで見られる。日本では、本州・四国・九州で見られる。関東地方以南では、街路や公園に植えられているものがみられる。トウダイグサ科の植物は暖地産のものが多いが、紅葉が鮮やかなものが多い。

## 形態・生態
落葉広葉樹の高木で、樹高は8 - 15メートル (m) になる。樹皮は灰褐色で、不規則に縦に裂け、荒れた肌合いを見せる。若木の樹皮は、裂け目の間に淡橙色の肌が見える。一年枝は細く、淡緑褐色で無毛である。
葉は、丸みを帯びた菱形・三角状広卵形で、先端は尾状で尖る。葉には油分が多く、葉裏が白っぽく水をはじく。葉身の付け根にはいぼ状の蜜腺が2つある。秋には暖かい地方でも色鮮やかに紅葉し、赤色や黄色、紫色などが混じり、美しい。条件がよいと、紫色を経て鮮やかな赤色に色づく。1枚の葉でも複数の色がみられることが多い。
開花時期は6 - 7月。雌雄同株。花色は黄色。雄花は長さ6 - 18センチメートル (cm) の総状花序に多数つき、その葉腋に1 - 3個の雌花をつける。
果実は秋、少し三角のかかった球形の蒴果を黒熟させ、裂開して3室ある果皮がとれて3個の白い種子を出す。種皮は黒色であるが、その表面は脂肪に富んだ白色の蝋状物質で覆われる。蒴果が裂開しても、種子は果皮から自然に離脱することはなく、紅葉期から落葉後まで長く樹上の枝先に残り、白い種子が非常によく目立つ。ムクドリなどの鳥類がこの種子を摂食し、蝋状物質を消化吸収して種子を排泄することで、種子分散が起こる。
冬芽は枝に側芽が互生し、小さい三角形で伏生しており、芽鱗2 - 4枚に覆われている。冬芽の直下にある葉痕は半円形で、維管束痕が3個あり、両脇にかたくなった托葉が残る。仮頂芽は発達せず、枝先に枯れることが多い。
なお、原生的な林が残る地域ではシカが好まない外来種の樹種として問題になっており、春日山原始林では成木が発見された場合には伐採されている。

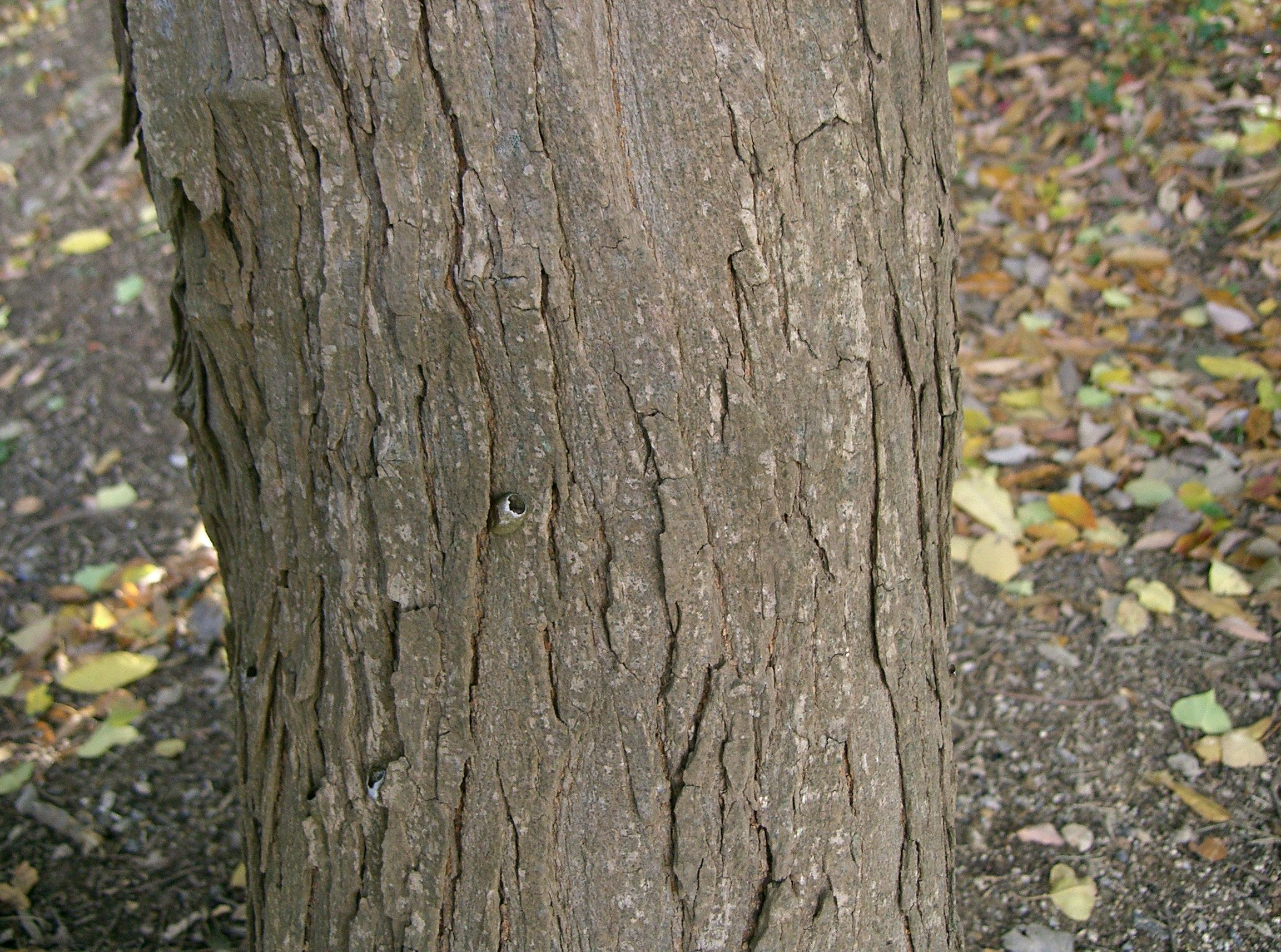
樹皮
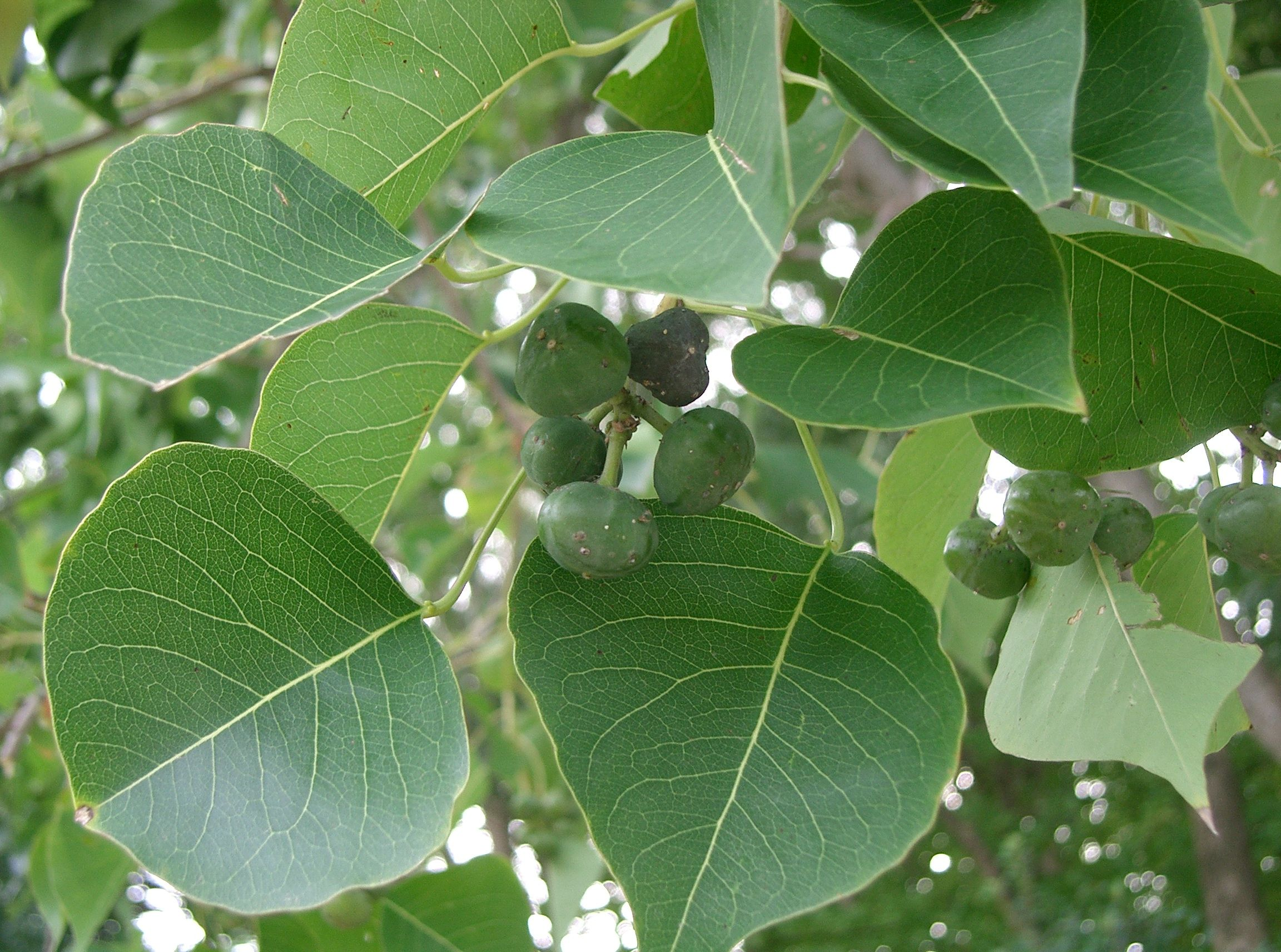
葉と若い果実
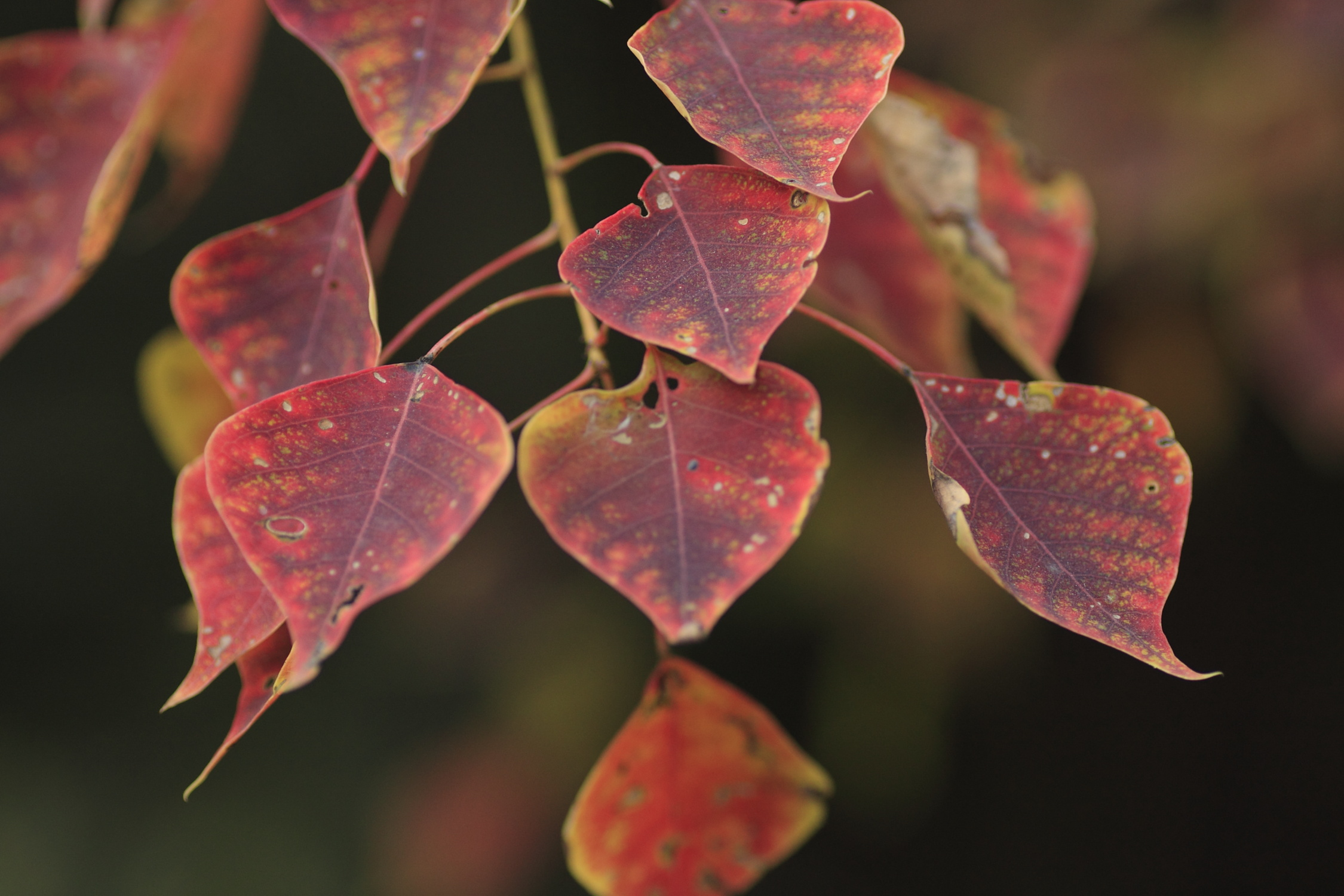
紅葉した葉
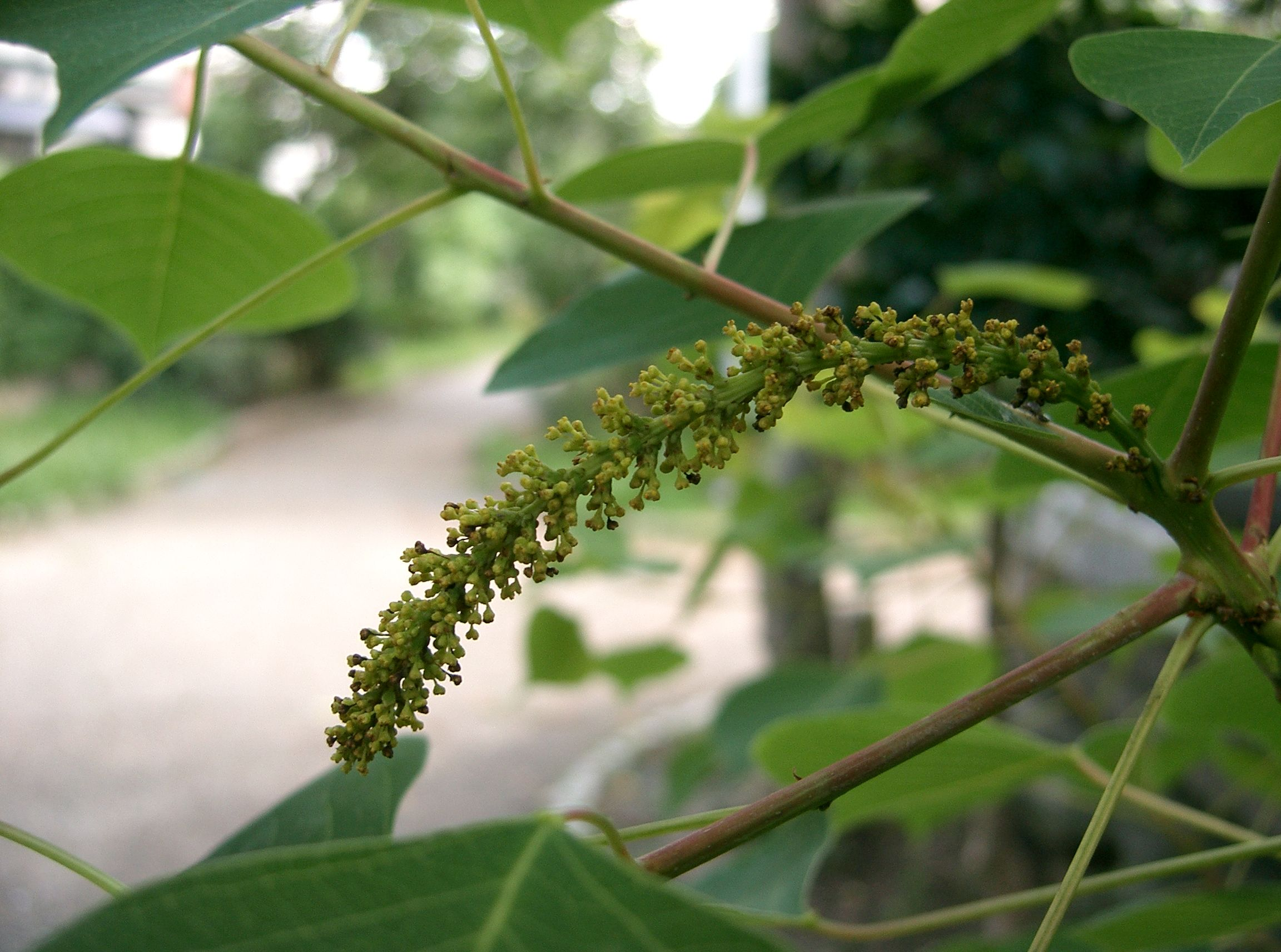
花
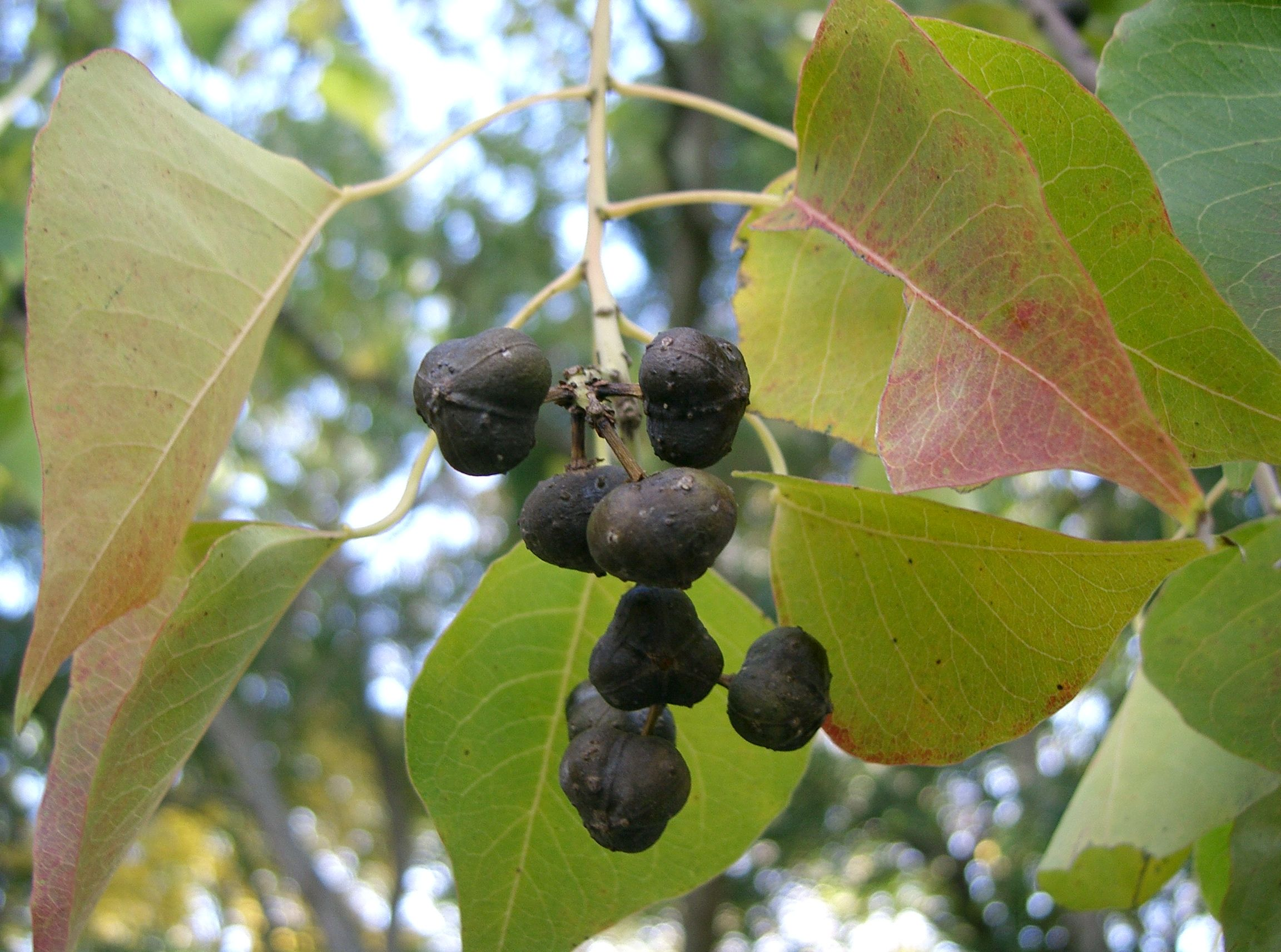
果実
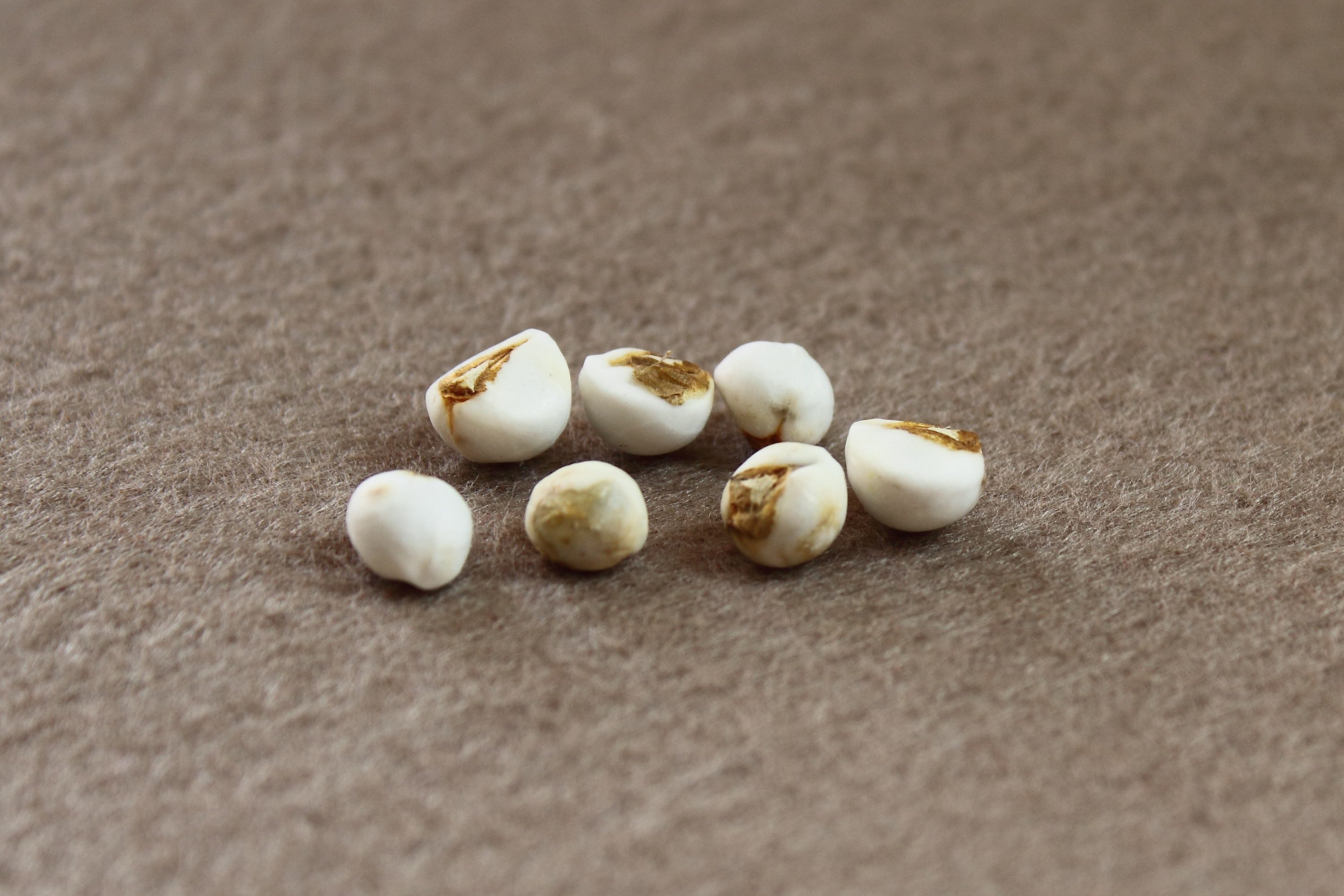
種子

## 人間との関わり
よく紅葉することから、庭木、街路樹、公園樹の用途で使われている。街路樹に使われるのは、公害に強いこともその理由のひとつになっている。
種子からハゼノキ同様に蝋（ろう）や油がとれ、種子の油脂の烏臼油は、石鹸・蝋燭の原料や、薬用（腫物、皮膚病）とされる。
根皮、果実は乾燥して、利尿剤、瀉下剤にする。これを烏臼（うきゅう）という。
長崎県長崎市、京都府京田辺市の市の木になっている。